# بارانيخا (تشوكوتكا)
بارانيخا (بالروسية: Бараниха) هي بلدة سابقة في دائرة تشوكوتكا ذات الحكم الذاتي في روسيا.
اظهرت بيانات احصاء عام 2002 أن عدد السكان للبلدة بلغ 33 نسمة، على الرغم من أنها قد أغلقت رسميا في عام 1999.

## المناخ
يظهر الجدول التالي التغييرات المناخية على مدار السنة لبارانيخا:
| البيانات المناخية لـبارانيخا      | البيانات المناخية لـبارانيخا | البيانات المناخية لـبارانيخا | البيانات المناخية لـبارانيخا | البيانات المناخية لـبارانيخا | البيانات المناخية لـبارانيخا | البيانات المناخية لـبارانيخا | البيانات المناخية لـبارانيخا | البيانات المناخية لـبارانيخا | البيانات المناخية لـبارانيخا | البيانات المناخية لـبارانيخا | البيانات المناخية لـبارانيخا | البيانات المناخية لـبارانيخا | البيانات المناخية لـبارانيخا |
| الشهر                             | يناير                        | فبراير                       | مارس                         | أبريل                        | مايو                         | يونيو                        | يوليو                        | أغسطس                        | سبتمبر                       | أكتوبر                       | نوفمبر                       | ديسمبر                       | المعدل السنوي                |
| --------------------------------- | ---------------------------- | ---------------------------- | ---------------------------- | ---------------------------- | ---------------------------- | ---------------------------- | ---------------------------- | ---------------------------- | ---------------------------- | ---------------------------- | ---------------------------- | ---------------------------- | ---------------------------- |
| الدرجة القصوى °م (°ف)             | 2 (36)                       | 0 (32)                       | 34.9 (94.8)                  | 10 (50)                      | 16.2 (61.2)                  | 28.0 (82.4)                  | 30 (86)                      | 26.1 (79.0)                  | 22 (72)                      | 5 (41)                       | 2 (36)                       | −2.8 (27.0)                  | 34.9 (94.8)                  |
| متوسط درجة الحرارة الكبرى °م (°ف) | −18.3 (−0.9)                 | −20.4 (−4.7)                 | −19.9 (−3.8)                 | −13.7 (7.3)                  | −2.1 (28.2)                  | 6.7 (44.1)                   | 9.6 (49.3)                   | 7.8 (46.0)                   | 2.4 (36.3)                   | −6.9 (19.6)                  | −16.7 (1.9)                  | −19.6 (−3.3)                 | −6.5 (20.3)                  |
| متوسط درجة الحرارة الصغرى °م (°ف) | −23.4 (−10.1)                | −26.2 (−15.2)                | −25.6 (−14.1)                | −19.2 (−2.6)                 | −6.7 (19.9)                  | 2.1 (35.8)                   | 5.1 (41.2)                   | 4.1 (39.4)                   | −0.5 (31.1)                  | −9.7 (14.5)                  | −19.6 (−3.3)                 | −22.1 (−7.8)                 | −11.8 (10.8)                 |
| أدنى درجة حرارة °م (°ف)           | −51 (−60)                    | −56 (−69)                    | −46.4 (−51.5)                | −41.1 (−42.0)                | −30 (−22)                    | −9.7 (14.5)                  | −0.7 (30.7)                  | −3.2 (26.2)                  | −18 (0)                      | −33 (−27)                    | −44.5 (−48.1)                | −47 (−53)                    | −31.7 (−25.1)                |
| معدل هطول الأمطار مم (إنش)        | 9 (0.4)                      | 6 (0.2)                      | 3 (0.1)                      | 3 (0.1)                      | 6 (0.2)                      | 6 (0.2)                      | 21 (0.8)                     | 12 (0.5)                     | 9 (0.4)                      | 6 (0.2)                      | 6 (0.2)                      | 9 (0.4)                      | 96 (3.8)                     |
| متوسط الأيام المثلجة              | 14                           | 10                           | 8                            | 9                            | 7                            | 2                            | 0                            | 1                            | 9                            | 14                           | 12                           | 12                           | 98                           |
| المصدر:                           |                              |                              |                              |                              |                              |                              |                              |                              |                              |                              |                              |                              |                              |